# Joan Beaufort, contessa di Westmorland
Joan Beaufort, contessa di Westmorland (Champagne, 1379 circa – Howden, 13 novembre 1440), è stata una nobile inglese.

## Biografia
Era l'unica figlia femmina di Giovanni Plantageneto, I duca di Lancaster, e della sua amante, e poi moglie, Katherine Swynford.
L'anno e il luogo della nascita di Joan sono sconosciuti. Potrebbe essere nata a Kettlethorpe, nel Lincolnshire, o a Pleshey, nell'Essex. La data abituale indicata per la nascita di Joan è il 1379, ma Alison Weir ritiene che il 1377 sia l'anno più indicato. Joan potrebbe essere stata chiamata così in onore di Joan di Kent. Nel settembre 1396, insieme ai suoi fratelli, furono legittimati.

## Matrimoni

### Primo matrimonio
Nel 1386 suo padre fece in modo che fosse promessa sposa a Robert Ferrers, II barone Ferrers (1373-29 novembre 1396). Le nozze avvennero nel 1391 presso Beaufort-en-Vallée. Ebbero due figlie:
- Elizabeth Ferrers, VI baronessa Boteler di Wom (1393-1474), sposò John de Greystoke, IV Lord Greystoke, non ebbero figli[4];
- Margaret Ferrers (1394-25 gennaio 1458)[4], sposò Sir Ralph Neville, ebbero due figli.

### Secondo matrimonio
Insieme con i suoi tre fratelli, Joan venne dichiarata legittima dal cugino Riccardo II d'Inghilterra nel 1390, tuttavia fu solo nel 1396 che i genitori si sposarono rendendo legale una relazione che durava da quasi un quarto di secolo.
Sposò, il 3 febbraio 1397, Ralph Neville (1364-21 ottobre 1425). La residenza principale della coppia era l'antica sede di Neville, il castello di Raby. Ebbero quattordici figli:
- Lady Eleanor Neville (1397-1472), sposò in prime nozze Richard le Despenser, IV barone Burghersh e in seconde nozze Henry Percy, II conte di Northumberland;
- Lady Catherine Neville (1400-1483), sposò in prime nozze John Mowbray, II duca di Norfolk, in seconde nozze Sir Thomas Strangways e in terze nozze John Beaumont, I visconte Beaumont;
- Richard Neville, V conte di Salisbury (1400-1460);
- Robert Neville (1404-8 luglio 1457) Vescovo di Durham e di Salisbury;
- William Neville, I conte di Kent (1410-1463);
- Lady Anna Neville (1411-20 settembre 1480), sposò Humphrey Stafford, I duca di Buckingham, ebbero sette figli;
- Edward Neville, III barone Bergavenny (1414-18 ottobre 1476);
- Lady Cecily Neville (1415-1495), sposò Riccardo Plantageneto, III duca di York;
- George Neville, I barone Latimer (1407-30 dicembre 1469);
- Joan Neville, che divenne suora
- John Neville, morto da bambino
- Cuthbert Neville, morto da bambino
- Thomas Neville, morto da bambino
- Henry Neville, morto da bambino

Quando nel 1399 al trono salì il suo fratellastro Enrico IV d'Inghilterra venne creata una clausola che impediva a Joan, ai suoi fratelli o ai loro discendenti di vantare una qualsiasi pretesa alla corona. Benché non sia chiaro se Enrico aveva abbastanza autorità per modificare un atto del parlamento nessuno contestò tale clausola. 
Ralph morì nel 1425, il contado di Westmorland insieme alle relative terre e manieri andò al suo primogenito Ralph Neville, II conte di Westmorland (1392 circa-25 febbraio 1458), figlio di Margaret Stafford, prima moglie di Ralph, ma il grosso del patrimonio famigliare andò alla sua vedova. Se Ralph aveva agito in questo modo per assicurare a Joan e ai loro figli un degno mantenimento ci era riuscito, ma da questa scelta si generò tutta una serie di amari conflitti che divise la famiglia in due, da un lato Joan e dall'altra i figliastri che contestavano la divisione patrimoniale. Joan aveva dalla sua una vicinanza alla famiglia reale che la metteva al riparo dagli attacchi più pesanti e pericolosi e i figli di primo letto non ricevettero grande soddisfazione per le loro rimostranze. Anche quando Joan morì rimasero delusi, tutto il suo patrimonio andò infatti ai figli ancora viventi.

## Morte
Joan morì il 13 novembre 1440 e venne sepolta accanto alla madre nella Cattedrale di Lincoln invece che accanto al marito (la cui effigie tombale lo riporta comunque in mezzo alle due mogli).
Da Joan discesero molti uomini che governarono l'Inghilterra negli anni seguenti: fu la nonna di Riccardo III d'Inghilterra e di Edoardo IV d'Inghilterra e anche di Richard Neville, XVI conte di Warwick; scendendo di un paio di generazioni si trova fra le sue discendenti anche Caterina Parr (di cui era la quadrisnonna per parte di madre).

## Ascendenza
|                                            |   |                        | Genitori               |  |  | Nonni |  |  | Bisnonni                 |  |  | Trisnonni               |  |
|                                            |   |                        |                        |  |  |       |  |  | Edoardo II d'Inghilterra |  |  | Edoardo I d'Inghilterra |  |
|                                            |   |                        |                        |  |  |       |  |  | Edoardo II d'Inghilterra |  |  | Edoardo I d'Inghilterra |  |
|                                            |   | Eleonora di Castiglia  |                        |  |  |       |  |  | Edoardo II d'Inghilterra |  |  |                         |  |
| Edoardo III d'Inghilterra                  |   |                        |                        |  |  |       |  |  | Edoardo II d'Inghilterra |  |  |                         |  |
|                                            |   | Isabella di Francia    | Filippo IV di Francia  |  |  |       |  |  |                          |  |  |                         |  |
|                                            |   | Isabella di Francia    | Filippo IV di Francia  |  |  |       |  |  |                          |  |  |                         |  |
|                                            |   | Isabella di Francia    | Giovanna I di Navarra  |  |  |       |  |  |                          |  |  |                         |  |
| Giovanni Plantageneto, I duca di Lancaster |   | Isabella di Francia    |                        |  |  |       |  |  |                          |  |  |                         |  |
|                                            |   | Guglielmo I di Hainaut | Giovanni I di Hainaut  |  |  |       |  |  |                          |  |  |                         |  |
|                                            |   | Guglielmo I di Hainaut | Giovanni I di Hainaut  |  |  |       |  |  |                          |  |  |                         |  |
|                                            |   | Guglielmo I di Hainaut | Filippa di Lussemburgo |  |  |       |  |  |                          |  |  |                         |  |
| Filippa di Hainaut                         |   | Guglielmo I di Hainaut |                        |  |  |       |  |  |                          |  |  |                         |  |
|                                            |   | Giovanna di Valois     | Carlo di Valois        |  |  |       |  |  |                          |  |  |                         |  |
|                                            |   | Giovanna di Valois     | Carlo di Valois        |  |  |       |  |  |                          |  |  |                         |  |
|                                            |   | Giovanna di Valois     | Margherita d'Angiò     |  |  |       |  |  |                          |  |  |                         |  |
| Joan Beaufort                              |   | Giovanna di Valois     |                        |  |  |       |  |  |                          |  |  |                         |  |
|                                            | … | …                      |                        |  |  |       |  |  |                          |  |  |                         |  |
|                                            | … | …                      |                        |  |  |       |  |  |                          |  |  |                         |  |
|                                            | … | …                      |                        |  |  |       |  |  |                          |  |  |                         |  |
| Payne De Roet                              | … |                        |                        |  |  |       |  |  |                          |  |  |                         |  |
|                                            |   | …                      | …                      |  |  |       |  |  |                          |  |  |                         |  |
|                                            |   | …                      | …                      |  |  |       |  |  |                          |  |  |                         |  |
|                                            |   | …                      | …                      |  |  |       |  |  |                          |  |  |                         |  |
| Katherine Swynford                         |   | …                      |                        |  |  |       |  |  |                          |  |  |                         |  |
|                                            |   | …                      | …                      |  |  |       |  |  |                          |  |  |                         |  |
|                                            |   | …                      | …                      |  |  |       |  |  |                          |  |  |                         |  |
|                                            |   | …                      | …                      |  |  |       |  |  |                          |  |  |                         |  |
| …                                          |   | …                      |                        |  |  |       |  |  |                          |  |  |                         |  |
|                                            |   | …                      | …                      |  |  |       |  |  |                          |  |  |                         |  |
|                                            |   | …                      | …                      |  |  |       |  |  |                          |  |  |                         |  |
|                                            |   | …                      | …                      |  |  |       |  |  |                          |  |  |                         |  |
|                                            |   | …                      |                        |  |  |       |  |  |                          |  |  |                         |  |